# De Radiovereniging
De Radiovereniging was een radioprogramma dat in 1989 en 1990 werd uitgezonden door de VPRO.
In het programma werd vooral aandacht besteed aan de geschiedenis van de Nederlandse radio, door interviews met (oud)radiomakers en het uitzenden van historische fragmenten. Het werd samengesteld door Wim Noordhoek, die het samen met Arend Jan Heerma van Voss presenteerde.
Alhoewel in die jaren andere omroepen ook aandacht aan de radiogeschiedenis besteedden, zoals de NCRV met Als de dag van toen van Gerard van den Berg, was de Radiovereniging uniek in zijn soort. Er werd een maandblad, De Radiovriend (hoofdredacteur: Piet Schreuders), bij uitgegeven en een symposium georganiseerd over de toekomst van het medium. Dit laatste onder de titel Landdag Noodklok, wat presentator Cor Galis nogal aan de NSB deed denken...
Uitzendingen van de Radiovereniging werden regelmatig herhaald in het programma De Avonden en zijn terug te vinden op de website van de VPRO.

## Gasten
Hier volgt een overzicht van de gasten in het programma. Een aantal keer werden complete radioprogramma's uit het verleden herhaald. Deze specials zijn gemarkeerd met s.
| Ferry de Groot (10-1-'89)                   |
| Michiel de Ruyter (17-1-'89)                |
| VPRO Hee (1969) s (24-1-'89)                |
| Wim Bloemendaal (14-2-'89)                  |
| VPRO Nova Zembla (1975) s (21-2-'89)        |
| Henk Terlingen (28-2-'89)                   |
| Jan van Herpen (7-3-'89)                    |
| Henk van Dorp (21-3-'89)                    |
| Netty Rosenfeld (28-3-'89)                  |
| Hanneke Groenteman (11-4-'89)               |
| Herman Felderhof (18-4-'89)                 |
| Paranoia Radioshow (1970-1971) s (25-4-'89) |
| Wim Kayzer (9-5-'89)                        |
| Kees Buurman (16-5-'89)                     |
| Pete Felleman (13 en 20-6-'89)              |
| Paulus de Boskabouter (27-6-'89)            |
| Felix Meurders (4-7-'89)                    |
| Wim de Bie (11-7-'89)                       |
| Doemdenken (1980) s                         |
| Vincent van Engelen (8-8-'89)               |
| Peter Knegjens (15-8-'89)                   |
| Theo Joekes (22-8-'89)                      |
| Harmke Pijpers (5-9-'89)                    |
| Gabri de Wagt (12-9-'89)                    |
| Cor Galis (19-9-'89)                        |
| Arie Kleijwegt (3 en 10-10-'89)             |
| Theo Koomen (1981) s (17-10-'89)            |
| Henk Spaan (24-10-'89)                      |
| Willem van Kooten (31-10-'89)               |
| Diversen, o.a. Schip van de week (7-11-'89) |
| Bob Uschi (14-11-'89)                       |
| Hans Wijnants (21-11-'89)                   |
| Hans Veerman en Hans Karsenbarg (28-11-'89) |
| G.B.J. Hiltermann (12-12-'89)               |

| Jan de Troye (19 en 26-12-'89)               |
| Roel van Broekhoven (2-1-'90)                |
| Ab van Eyk (9-1-'90)                         |
| Nico Haasbroek (16-1-'90)                    |
| Herman Stok (23-1-'90)                       |
| Albert Milhado (30-1-'90)                    |
| Reconstructie radio 1955 s (6-2-'90)         |
| Bert Garthoff s (13-2-'90)                   |
| Diversen, o.a. Vliegende schijven (20-2-'90) |
| Karel Prior (27-2-'90)                       |
| Wim T. Schippers (6 en 13-3-'90)             |
| Dick Verkijk (20-3-'90)                      |
| Reconstructie radio 1942 s (27-3-'90)        |
| Peter de Bie (3-4-'90)                       |
| Reconstructie NIROM s (10 en 17-4-'90)       |
| Jan Oradi (24-4-'90)                         |
| Henk van Hoorn (1-5-'90)                     |
| Radiodominees (8-5-'90)                      |
| Toni Boumans (15-5-'90)                      |
| Ischa Meijer (22-5-'90)                      |
| Paul Deen (29-5-'90)                         |
| Laatste VPRO Vrijdag (1974) s (5-6-'90)      |
| Harko Wind Suite (1980) s (12-6-'90)         |
| Jaargangen (1975) s (17-7-'90)               |
| Koek en ei (pm 1960) s (24-7-'90)            |
| Marimba s (31-7-'90)                         |
| Dronken radio s (7-8-'90)                    |
| Paulus de Boskabouter s (14-8-'90)           |
| Kees Schilperoort (21-8-'90)                 |
| Paul Haenen (28-8-'90)                       |
| Peter Flik (4-9-'90)                         |
| Jan de Cler (11-9-'90)                       |
| Slotuitzending (25-9-'90)                    |